# Oksana Grichina
Pour les articles homonymes, voir Grichina.
Oksana Iourievna Grichina (en russe : Оксана Юрьевна Гришина), née le 27 novembre 1968 à Toula, est une coureuse cycliste russe. Spécialiste du keirin et de la vitesse, elle a été médaillée d'argent de la vitesse aux Jeux olympiques de 2000 à Sydney, et trois fois médaillée lors des championnats du monde.

## Palmarès

### Jeux olympiques
- Atlanta 1996
  - 5e de la vitesse[2]
- Sydney 2000
  -  Médaillée d'argent de la vitesse

### Championnats du monde
- Palerme 1994
  -  Médaillée de bronze de la vitesse
- Perth 1997
  -  Médaillée de bronze de la vitesse
- Stuttgart 2003
  -  Médaillée de bronze du keirin

### Coupe du monde
- 1996
  - 2e du 500 mètres à Cali
  - 2e de la vitesse à Cottbus
  - 3e de la vitesse à Busto Garolfo
- 1997
  - 2e de la vitesse à Athènes
  - 3e de la vitesse à Quatro Sant'Elana
- 1999
  - 3e du 500 mètres à Mexico
  - 3e de la vitesse à Mexico
- 2000
  - 2e de la vitesse à Turin
- 2001
  - 3e du 500 mètres à Pordenone
  - 3e de la vitesse à Szczecin
  - 3e de la vitesse à Pordenone
- 2003
  - 1re de la vitesse par équipes à Moscou
- 2004
  - 1re de la vitesse par équipes à Moscou
  - 3e du keirin à Moscou
- 2006-2007
  - 2e du keirin à Manchester

### Championnats nationaux
- 2006
  -  Championne de Russie de vitesse
- 2007
  -  Championne de Russie de vitesse